# بيت العزة
بيت العزة بيت في السماء الدنيا أنزل الله فيه القران الكريم من اللوح المحفوظ جملة واحدة وذلك في ليلة القدر, ومنه (أي بيت العزة) أنزل جبريل عليه السلام القران الكريم على النبي ﷺ, وقد روى الطبري عن بعض السلف أن في كل سماء بيتا حيال الكعبة فالذي في السماء السابعة يقال له البيت المعمور والذي في السماء الدنيا يقال له بيت العزة.
روى النسائي في سنن النسائي والحاكم النيسابوري في مستدرك الحاكم وابن أبي شيبة في مصنف ابن أبي شيبة والبيهقي في الأسماء والصفات من طريق حسان بن حريث عن سعيد بن جبير عن عبد الله بن عباس رضي الله عنهما قال: فصل القرآن من الذكر فوضع في بيت العزة من السماء الدنيا فجعل جبريل ينزل به على النبي ﷺ, وذكر السيوطي في الإتقان قال وأخرج الطبراني والبزار عن ابن عباس قال: أنزل القرآن جملة واحدة حتى وضع في بيت العزة في السماء الدنيا ونزله جبريل على محمد ﷺ, وأخرج ابن أبي شيبة من وجه آخر عنه قال: دفع إلى جبريل في ليلة القدر جملة واحدة فوضعه في بيت العزة ثم جعل ينزله تنزيلا.

## نزول القران
وقال السيوطي واختلف في كيفية إنزاله من اللوح المحفوظ على ثلاثة أقوال:
- أنه نزل إلى سماء الدنيا ليلة القدر جملة واحدة وهو الأصح والأشهر وقال ابن حجر: وهو الصحيح المعتمد.
- أنه نزل إلى السماء الدنيا في عشرين ليلة قدر أو ثلاث وعشرين أو خمس وعشرين في كل ليلة ما يقدر الله إنزاله في كل السنة.
- أنه ابتدئ إنزاله في ليلة القدر ثم نزل بعد ذلك منجما في أوقات مختلفة .
- أنه نزل من اللوح المحفوظ جملة واحدة وأن الحفظة نجمته على جبريل في عشرين ليلة وأن جبريل نجمه على النبي ﷺ في عشرين سنة، قال السيوطي: وهذا غريب وهذا الذي حكاه الماوردي أخرجه ابن أبي حاتم من طريق الضحاك عن ابن عباس قال: نزل القرآن جملة واحدة من عند الله من اللوح المحفوظ إلى السفرة الكرام الكاتبين في السماء الدنيا فنجمته السفرة إلى جبريل في عشرين ليلة ونجمه جبريل على النبي ﷺ في عشرين سنة.

وأقرب تلك الأقوال إلى الصحة وأقواها هو القول الأول، قال ابن كثير: نقله القرطبي عن مقاتل بن حيان، وحكى الإجماع على أنه نزل جملة واحدة من اللوح المحفوظ إلى بيت العزة في السماء الدنيا.